# Jonathan Yeo
Jonathan Yeo (18 de diciembre de 1970,  Londres, Inglaterra) es un artista británico especializado en el retrato contemporáneo, habiendo pintado a Kevin Spacey, Dennis Hopper, Cara Delevingne, Damien Hirst, el Príncipe Felipe, el rey Carlos III, la reina Camilla, Erin O'Connor, Tony Blair y David Cameron, entre otros. Se formó en la Westminster School.
Su retrato no autorizado de George W. Bush de 2007, creado a partir de recortes de revistas pornográficas, le dio notoriedad mundial y fue exhibido en Londres, Nueva York y Los Ángeles.
Su retrospectiva de mitad de carrera de 2016 en el Museo de Historia Nacional del Castillo de Frederiksborg siguió a una en la National Portrait Gallery de Londres, en 2013 y en la galería The Lowry de Mánchester en 2014.
En septiembre de 2013 fue objeto de un programa especial de cultura de la cadena británica BBC, y la editorial Art/Books publicó la monografía The Many Faces of Jonathan Yeo, que presenta obras de toda su carrera.
Sus obras están incluidas en las colecciones permanentes de la National Portrait Gallery de Londres, la Laing Art Gallery de Newcastle, el Museo de Historia Nacional del Castillo de Frederiksborg en Dinamarca y la Royal Collection.

## Carrera
Aprendió a pintar por sí solo cuando tenía veinte años mientras se recuperaba de la enfermedad de Hodgkin. A principios de la década de 2000, se hizo conocido por sus retratos realistas contemporáneos de figuras conocidas como los actores Dennis Hopper, Jude Law, Kristin Scott Thomas, Lily Cole, Nicole Kidman, el artista ganador del premio Turner Grayson Perry, el sastre de Savile Row Ozwald Boateng, la ex primera ministra danesa Helle Thorning-Schmidt, Camila del Reino Unido y el magnate Rupert Murdoch. En 2005, su retrato de Erin O'Connor se utilizó como portada de '500 Retratos', una reseña del premio BP Portrait publicada en 2011, para anunciar National Portrait Gallery de Londres en todo el mundo.
Recibió el encargo de la Cámara de los Comunes como artista electoral oficial para las elecciones generales de 2001 y pintó a los líderes de los tres partidos más importantes. Su tríptico de Tony Blair, William Hague y Charles Kennedy, titulado «Representación proporcional», estaba compuesto por lienzos dimensionados según la popularidad de los temas.
En enero de 2008, se dio a conocer el retrato oficial que hizo del ex primer ministro Tony Blair y tocó la fibra sensible del público con su clara referencia a la guerra de Irak. Mostraba al político, mayor y de aspecto más cansado, llevando una amapola roja, un símbolo de recuerdo de la guerra para los británicos. En 2009, línea con los temas políticos que han aparecido a lo largo de su obra; pintó un retrato de cuerpo entero de David Cameron justo antes de su elección como primer ministro, que se vendió en una subasta en 2010 por 200 000 libras.
Entre 2010 y 2012, creó obras basadas en procedimientos de cirugía estética, donde presenta rostros de mujeres en estados pre y postoperatorios, como contrapunto al retrato tradicional. Esta colección de pinturas fue objeto de dos exposiciones individuales, 'You're Only Young Twice' en Lazarides en Londres y '(I've Got You) Under My Skin' en Circle Culture Gallery en Berlín.
La exposición de 2013-14, 'Jonathan Yeo Portraits' en la National Portrait Gallery de Londres, incluyó una selección de obras nuevas y antiguas. Los nuevos retratos incluyeron a personas que han dejado una huella significativa en su campo de especialización, entre ellos: las artes, el teatro y la política. Los retratados incluyen a Doreen Lawrence, Kevin Spacey, Damien Hirst, Malala Yousafzai y Grayson Perry.
En 2014, la exposición se mostró en The Lowry Gallery en Salford y en 2015, se exhibió en el Castillo de Frederiksborg en Dinamarca en honor a que pintó el primer retrato oficial del ex primera ministra danesa, Helle Thorning-Schmidt.
Es consultor de arte del grupo Soho House, y ha sido comisario adjunto de los clubs sociales que el grupo posee por todo el mundo diseñando el papel tapiz de hojas pornográficas que adorna varias de sus paredes, incluida la Dean Street Townhouse en Londres y la Soho House en Berlín. Fue juez del Premio Art Fund para museos de 2010, y en 2014, formó parte del panel de jueces del Premio de Retrato BP.
En abril de 2011, la reina Isabel II le encargó que pintara un retrato de David Attenborough para la Colección Real.
En febrero de 2016, su retrato del actor Kevin Spacey en el papel del presidente Francis J. Underwood, de la serie de Netflix House of Cards, se presentó en la Galería Nacional de Retratos del Smithsonian en Washington D. C. El actor dio a conocer la pintura en el personaje del presidente ficticio Underwood y bromeó: «Me alegra que el Smithsonian siga demostrando ser una institución valiosa. Estoy un paso más cerca de convencer al resto del país de que soy el presidente». Netflix realizó un cortometraje de la colaboración entre el museo, el actor y el artista para promocionar la cuarta temporada de House of Cards, estrenada esa misma noche.
En marzo de 2016, se inauguró su retrospectiva más grande hasta la fecha en el Museo de Historia Nacional del Castillo de Frederiksborg en Dinamarca. Como parte de la exposición, se presentó una nueva serie de pinturas de la actriz y modelo Cara Delevingne realizada durante un período de dieciocho meses y se ocupa de la creación de imágenes y la identidad representada.
Él mismo comentó: 

«La forma en que manipulamos y leemos las imágenes de autorretratos, o 'selfies', en los últimos cinco años tiene mucho más en común con la actividad de los retratistas y el público del siglo XVI que cualquier movimiento artístico desde el nacimiento de la fotografía».

En la inauguración también se dio a conocer un retrato de la ex primera ministra danesa, Helle Thorning-Schmidt, como parte de la colección permanente del museo, y publicó una nueva monografía, titulada 'In The Flesh', para acompañar la exposición.
En mayo de 2024, se dio a conocer su retrato del rey Carlos III, pintado entre junio de 2021 y noviembre de 2023, período que abarca el ascenso de Carlos al trono, y que fue el primer retrato oficial desde su coronación. La obra, que mide aproximadamente 2,59 por 1,98 metros, es de un rojo vivo y muestra al rey con el uniforme de los Guardas Galeses. La BBC lo describió como «una pintura vibrante» y, según informaciones, la reina Camilla dijo a Yeo con aprobación: «Sí, le captaste».

## Controversia
En 2003, presentó un díptico desnudo de frente del entonces presidente de la ICA, Ivan Massow, empresario y mecenas de las artes de la Royal Society of Portrait Painters.
En 2007 creó un controvertido retrato de George W. Bush, titulado 'Bush', que atrajo la atención mundial. Después de que se concediera y luego retirara un encargo para pintar al presidente de los Estados Unidos, creó una imagen del presidente de todos modos, haciendo un retrato en collage a partir de imágenes pornográficas. Este trabajo le llevó a exhibir más collages, principalmente retratos y desnudos, realizados de la misma manera.
En la primera de estas exposiciones en 2008, presentó 'Blue Period' en la galería Lazarides, propiedad de Steve Lazarides, un marchante especialista en arte callejero y outsider, conocido por lanzar la carrera de Banksy. La muestra incluyó el retrato porno de Bush así como nuevos collages de Hugh Hefner y Lucian Freud.
En diciembre de 2007 la aduana israelí confiscó el collage de George Bush cuando se dirigía a la exposición 'Santa's Ghetto' patrocinada por Banksy en Belén.
Su primera exposición individual en Estados Unidos, 'Porn in the USA', fue organizada por Lazarides y tuvo lugar en Beverly Hills, Los Ángeles, y fue recibida con elogios de la crítica. Tras el éxito de 'Bush' (2007), esta exposición incluyó retratos de Tiger Woods y Sarah Palin creados a partir de recortes de collage pornográficos.
Tuvo dos obras involucradas en la disputa por la venta de la colección de arte del fallecido Dennis Hopper. Fue uno de los tres únicos artistas a los que Hopper le encargó pintar su retrato, los otros dos fueron Andy Warhol y Julian Schnabel. Hopper describió su trabajo como «atemporal y exquisito».

## Recepción de la crítica
En su reseña del retrato de Blair en The Guardian, Jonathan Jones le acusa a él y a su retrarado de conspirar para manipular la imagen del ex Primer Ministro, afirmando que «Blair es un cómplice tácito que entró con la amapola y luego se sentó tan sombrío como mira aquí, como invitación al artista a centrarse en esa reveladora flor de papel».
Algunos comentaristas han sugerido que, al hacer retratos y otras obras que se burlan de los políticos y celebridades que representan, corre el riesgo de distanciarse de las mismas personas que solía pintar con mucho éxito. Se publicó que el director de la National Portrait Gallery, Sandy Nairne, estaba preocupado porque llevara demasiado lejos el tema del collage pornográfico diciendo que «el collage de Bush era una respuesta». Y había cierta lógica en esa respuesta. Lo que es más desconcertante es lo que sucede después de eso.
Charles Saumarez-Smith, ex director de la National Gallery y de la Real Academia, dijo sobre el collage porno de Lucian Freud: 'Yeo es la joven estrella en ascenso del retrato y Freud es el maestro reconocido. Es un homenaje que tiene su tradición en el pasado. Los pintores solían retratar a otros artistas que admiraban. Es cierto que este de Freud es bastante diferente ya que ha utilizado esta otra dimensión: el lado privado de las personas.'
En el lanzamiento de su exposición en la Galería Nacional de Retratos, The Guardian lo describió como «de los retratistas más respetados del Reino Unido», y la revista GQ lo nombró «uno de los retratistas más solicitados del mundo». La activista Malala Yousafzai reveló que le conmovió que le pidiera pintarla y se sintió «honrada» de que su cuadro colgara en la National Portrait Gallery.

## Vida personal
Es hijo del político británico Tim Yeo, vive en Londres, está casado con la ex actriz y periodista Shebah Ronay y tienen dos hijas.

## Exposiciones notables
- Museo de Historia Nacional Danesa en el Castillo de Frederiksborg 2016 - 20 de marzo - 30 de junio de 2016[40]
- Exposición, Circle Culture Gallery, Hamburgo, 10 de julio de 2015 - 28 de octubre de 2015[41]
- The Laing Art Gallery, Newcastle upon Tyne 8 de noviembre de 2014 - 15 de febrero de 2015[42]
- The Lowry Gallery, 14 de marzo de 2014 - 29 de junio de 2014[4]
- National Portrait Gallery, 11 de septiembre de 2013 - 5 de enero de 2014[3]
- (I've Got You) Under My Skin, Circle Culture Gallery, Berlín, 9 de noviembre de 2012 - 28 de febrero de 2013[43]
- You're Only Young Twice, Lazarides, Londres, 9 de diciembre de 2011 - 21 de enero de 2012[44]
- Porn in the USA, Lazarides LA, Beverly Hills, 9 de julio - 8 de agosto de 2010 [45]
- Blue Period, Lazarides, Londres, 5 de junio - 11 de julio de 2008[29]
- Jonathan Yeo's Sketchbook, Eleven, Londres, 17 de febrero - 17 de marzo de 2006.